# Birgittagården

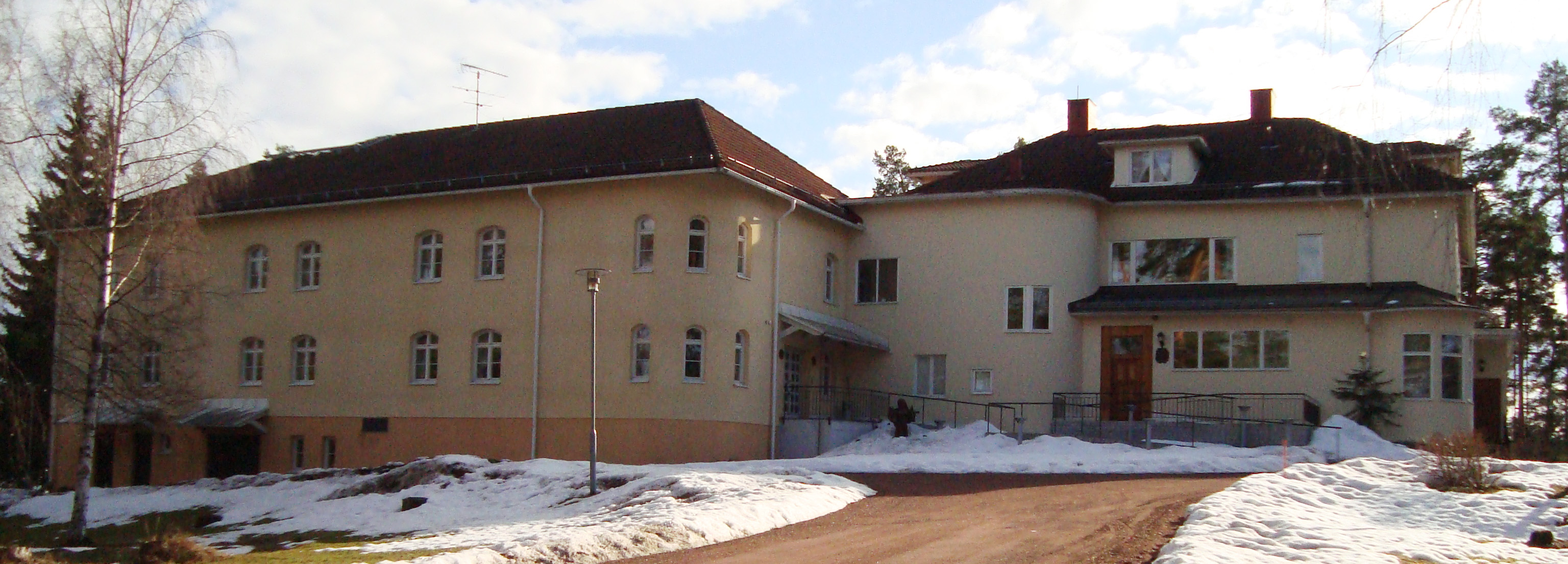
Birgittagården i Falun.

Birgittagården är ett katolskt birgittinkloster i Uddnäs i sydöstra Falun. Där bedrivs viss pensionatsverksamhet. Birgittasystrarna övertog gården 1968.